# Cufré
Cufré – miasto w Urugwaju, w departamencie Colonia.